# Джорджтаун (округ Четем, Джорджія)
Джорджтаун (англ. Georgetown) — переписна місцевість (CDP) в США, в окрузі Четем штату Джорджія. Населення — 11 916 осіб (2020).

## Географія
Джорджтаун розташований за координатами 31°58′58″ пн. ш. 81°13′48″ зх. д. / 31.98278° пн. ш. 81.23000° зх. д. (31.982794, -81.230078).  За даними Бюро перепису населення США в 2010 році переписна місцевість мала площу 22,74 км², з яких 21,31 км² — суходіл та 1,43 км² — водойми.

## Демографія
Згідно з переписом 2010 року, у переписній місцевості мешкали 11 823 особи в 4712 домогосподарствах у складі 3057 родин. Густота населення становила 520 осіб/км².  Було 5141 помешкання (226/км²).
Расовий склад населення:
| - 62,1 % — білих - 27,6 % — чорних або афроамериканців - 3,5 % — азіатів - 0,4 % — корінних американців - 0,2 % — вихідців з тихоокеанських островів - 2,8 % — осіб інших рас |

До двох чи більше рас належало 3,4 %. Частка іспаномовних становила 7,8 % від усіх жителів.
За віковим діапазоном населення розподілялося таким чином: 24,3 % — особи молодші 18 років, 68,3 % — особи у віці 18—64 років, 7,4 % — особи у віці 65 років та старші. Медіана віку мешканця становила 31,0 року. На 100 осіб жіночої статі у переписній місцевості припадало 95,3 чоловіків;  на 100 жінок у віці від 18 років та старших — 92,3 чоловіків також старших 18 років.
Середній дохід на одне домашнє господарство  становив 63 270 доларів США (медіана — 49 450), а середній дохід на одну сім'ю — 71 233 долари (медіана — 57 386). Медіана доходів становила 46 282 долари для чоловіків та 40 329 доларів для жінок. За межею бідності перебувало 19,1 % осіб, у тому числі 27,4 % дітей у віці до 18 років та 4,7 % осіб у віці 65 років та старших.
Цивільне працевлаштоване населення становило 6254 особи. Основні галузі зайнятості: освіта, охорона здоров'я та соціальна допомога — 21,2 %, роздрібна торгівля — 18,4 %, виробництво — 11,1 %, мистецтво, розваги та відпочинок — 10,6 %.